# كارستن يانكر
كارستن يانكر (بالألمانية: Carsten Jancker)‏ مواليد 28 أغسطس 1974 في غرفسمولن، ألمانيا الشرقية، هو لاعب كرة قدم ألماني دولي سابق كان يلعب كمهاجم. اعتزل اللعب عام 2009. سبق له أن لعب في كأس العالم لكرة القدم مع منتخب بلاده. بدأ مسيرته الرياضية عام 1993 مع نادي كولن. لعب خلال مسيرته 329 مباراة سجل خلالها 87 هدفاً.

## المسيرة الاحترافية

### أندية لعب لها
- نادي كولن
- بايرن ميونخ
- نادي أودينيزي
- نادي كايزرسلاوترن
- نادي شنغهاي شينهوا